# Koenigsegg Regera
Koenigsegg Regera je športski automobil švedskog proizvođača automobila Koenigsegg na hibridni pogon.
Automobil je predstavljen na autoizložbi u Ženevi 2015. Naziv Regera potječe od švedskog glagola koji znači "vladati".
Tvrtke Koenigsegg namjera proizvesti samo 80 automobila koji su svi prodani. 
Model Regera je zamišljen i dizajniran kao praktičniji i luksuzniji automobil od ostalih modela. Kao alternativa sportskim modelima, reducirane težine, predviđenim za performanse na trkaćim stazama kao što je bila Agera i kao što je Jesko.
Regera ima ukupnu snagu od 1797 KS (1340 kW) kroz svoj hibridni pogon. Model pogone dvostruki turbo V8 motor zapremnine 5.0 litara snage 1100 KS (820 kW), te tri YASA električna motora ukupne snage 697 KS (520 kW).